# Ella Poliakova
Ella Poliakova ou Ella Polyakova (en russe : Элла Михайловна Полякова)  née le 7 février 1941, est une militante russe des droits de l'homme. Elle est également l'une des dirigeantes de l'organisation non gouvernementale : Mères de soldats de Saint-Pétersbourg.

## Biographie
Née en 1941 à Léningrad,  elle est diplômée de l’Institut de communication de cette ville. Elle travaille dans la recherche puis crée en 1992 l’Organisation des mères de soldats de Saint-Pétersbourg. Elle fait connaître les conditions de vie des soldats en Russie et en Tchéchénie, ainsi que les violations de leurs droits. Elle aide aussi des mères à retrouver leurs enfants. Son ONG devient membre de l’Union des comités de mères de soldats de Russie, puis en devient une dissidente.
En 2004, elle reçoit en Allemagne le prix de la paix de la ville d’Aix-La-Chapelle. Elle devient également membre du conseil consultatif sur les droits de l'homme du président Vladimir Poutine.
En 2014, alors que le Kremlin niait constamment toute implication dans le conflit en Ukraine, Polyakova parle ouvertement des soldats russes morts et blessés et qualifie l'intrusion russe d'« invasion ». « Lorsque des foules de personnes, sous les ordres de commandants, à bord de blindés, de véhicules de transport, et avec des armes lourdes, se trouvent sur le territoire d’un autre pays, franchissent la frontière, il s’agit à mon sens d’une invasion », déclare-t-elle.
Elle déclare également que plus de 100 soldats russes ont été tués dans l'est de l'Ukraine en une seule bataille en août 2014, alors qu'ils aidaient les séparatistes pro-russes à combattre les troupes ukrainiennes. Selon elle, environ 300 personnes ont été blessées lors du même incident près de la ville de Snijne, lorsqu'une colonne de camions, comportant du transport de munitions, est touchée par une volée de missiles Grad.  Son ONG est classée par le pouvoir russe comme « agent de l’étranger », en application d’une loi, votée en 2012, qui oblige toute association menant des activités à finalité politique et touchant des fonds non russes à adopter une telle appellation, et bien qu’elle précise ne recevoir aucun financement de l’étranger.